# 小峰麻由
小峰 麻由（こみね まゆ、1986年8月18日 - ）は、関東地方を拠点に活動している日本のフリーアナウンサー。オフィスケイアール所属。
東京都出身。上智大学文学部国文学科、東京アナウンスアカデミー放送タレントコース卒業。

## 出演

### テレビ番組
- 展示会へ行こう（朝日ニュースター） - リポーター
- ありがとッ!（テレビ神奈川） - リポーター
- MY☆テレ（J:COMチャンネル、2010年 - ） - キャスター[4]、リポーター
- デイリー中野（JCN中野） - 月曜・火曜キャスター
- 彩の国ニュースほっと（テレビ埼玉） - リポーター
- ポニッツショッピング（イッツコム） - アシスタント

### ラジオ番組
- クラシック・オン・サンデー（FM西東京） - MC[5]
- 午後ラジインフォメーション（FM西東京） - リポーター
- Chatty（FM西東京） - パーソナリティ
- 素敵ライフ（FM西東京） - パーソナリティ
- ミュージック・オン・サンデー（FM西東京） - MC
- WEEKLY MUSIC TOP20（FM西東京） - パーソナリティ
- kira kira☆アヴェニュー（FM西東京） - 火曜パーソナリティ[2]、ミキサー[3]
- You Got チャンネルα（FM西東京） - 火曜パーソナリティ（隔週出演）[2]
- Pop'n タワー（FM西東京） - パーソナリティ[6]

### CM
- 東仁学生会館[7] ラジオCM
- 東京アスレティッククラブ ラジオCM
- 国民年金基金 ウェブCM - キャスター